# Psychotria acunae
Psychotria acunae är en måreväxtart som beskrevs av Borhidi, M.Fernández och Oviedo. Psychotria acunae ingår i släktet Psychotria och familjen måreväxter. Inga underarter finns listade i Catalogue of Life.